# Patrick Keeler
Patrick Keeler är en amerikansk trummis från Cincinnati, Ohio. Keeler är känd som medlem i rockbandet The Raconteurs, tillsammans med Jack White, Brendan Benson och Jack Lawrence, samt, tillsammans med Lawrence och Craig Fox, i gruppen The Greenhornes.
Keeler ingick 2004 i det band som spelade på countrysångerskan Loretta Lynns Grammybelönade album Van Lear Rose och har även kortvarigt spelat med The Dirtbombs.